# Dobřany (hrad)
Dobřany jsou zřícenina hradu na ostrožně asi 0,5 kilometru západně od stejnojmenné obce v okrese Rychnov nad Kněžnou. Postaven byl nejspíše ve druhé polovině třináctého století a zanikl pravděpodobně během husitských válek. Od roku 1987 je chráněn jako kulturní památka.

## Historie
O hradu se nezachovaly žádné písemné zprávy. Typologicky patří mezi rozvíjené varianty hradů bergfritového typu charakteristické pro první polovinu třináctého století. Je možné, že byl sídlem pánů z Dobrušky, ve které žádné panské sídlo nestálo. Zanikl pravděpodobně během husitských válek v roce 1425, kdy ho dobyli orebité.

## Stavební podoba
Dvoudílný hrad je od zbytku ostrožny na východě oddělen šíjovým příkopem. Hned za ním se nachází hradní jádro, zatímco níže položené předhradí o rozměrech 110 × 27 metrů se na něj napojuje na západě. Přístupové cesta vedla podél valu před jižním příkopem okolo jádra a ústila do předhradí. Zde na ni navazoval most přes příkop, za kterým stála složitějším způsobem řešená brána hradního jádra. Předhradí chránila s výjimkou východní strany zděná hradba. Jediné dochované pozůstatky stavby se nachází v jeho západní části v místech skalního suku, kde se předpokládá stavba věžovitého charakteru.
Hradní jádro má rozměry 83 × 27 metrů a na východě, jihu a západě ho obíhá parkán, jehož hradba v severozápadním nároží přechází do polookrouhlé bašty. V čele hradu, na východní straně jádra, stál okrouhlý bergfrit o průměru devět až deset metrů. Palác nejasného půdorysu o šířce asi devět metrů se nacházel při severní hradbě jádra. Menší stavba stávala i u jižní hradby.

## Přístup
Zbytky hradu jsou volně přístupné po zeleně značené turistické trasa z Dobřan.